# Пісажова
Пісажова (пол. Pisarzowa) — село в Польщі, у гміні Ліманова Лімановського повіту Малопольського воєводства.
Населення — 2015 осіб (2011).
У 1975—1998 роках село належало до Новосондецького воєводства.

## Географія
У селі бере початок річка Смольник.

## Демографія
Демографічна структура станом на 31 березня 2011 року:
|          | Загалом | Допрацездатний вік | Працездатний вік | Постпрацездатний вік |
| -------- | ------- | ------------------ | ---------------- | -------------------- |
| Чоловіки | 991     | 234                | 658              | 99                   |
| Жінки    | 1024    | 220                | 600              | 204                  |
| Разом    | 2015    | 454                | 1258             | 303                  |